# Gondrin
Gondrin ist eine französische Gemeinde mit 1179 Einwohnern (Stand 1. Januar 2022) im Département Gers in der Region Okzitanien. Sie gehört zum Arrondissement Condom, zum Kanton Armagnac-Ténarèze und zum Gemeindeverband Grand-Armagnac.

## Geografie
Die Gemeinde Gondrin liegt etwa 16 Kilometer südwestlich von Condom. Durch den Osten des Gemeindegebietes fließt die Osse, ein Nebenfluss der Gélise, durch den Westen die Auzoue.

## Bevölkerungsentwicklung
| Jahr                       | 1962 | 1968 | 1975 | 1982 | 1990 | 1999 | 2007 | 2020 |
| Einwohner                  | 1117 | 1162 | 1074 | 1041 | 1042 | 999  | 1127 | 1201 |
| Quellen: Cassini und INSEE |      |      |      |      |      |      |      |      |

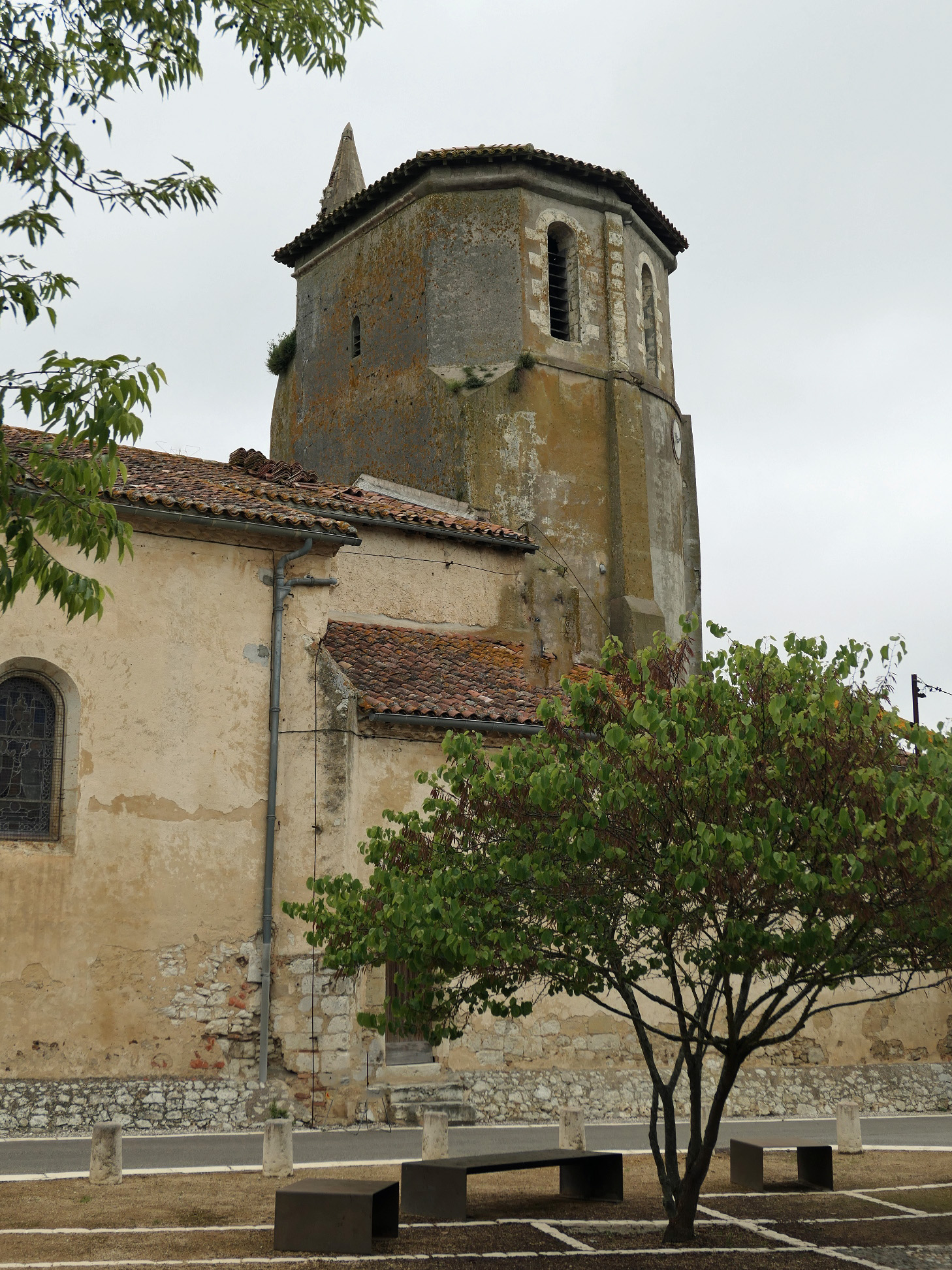
Kirche Saint-Martin
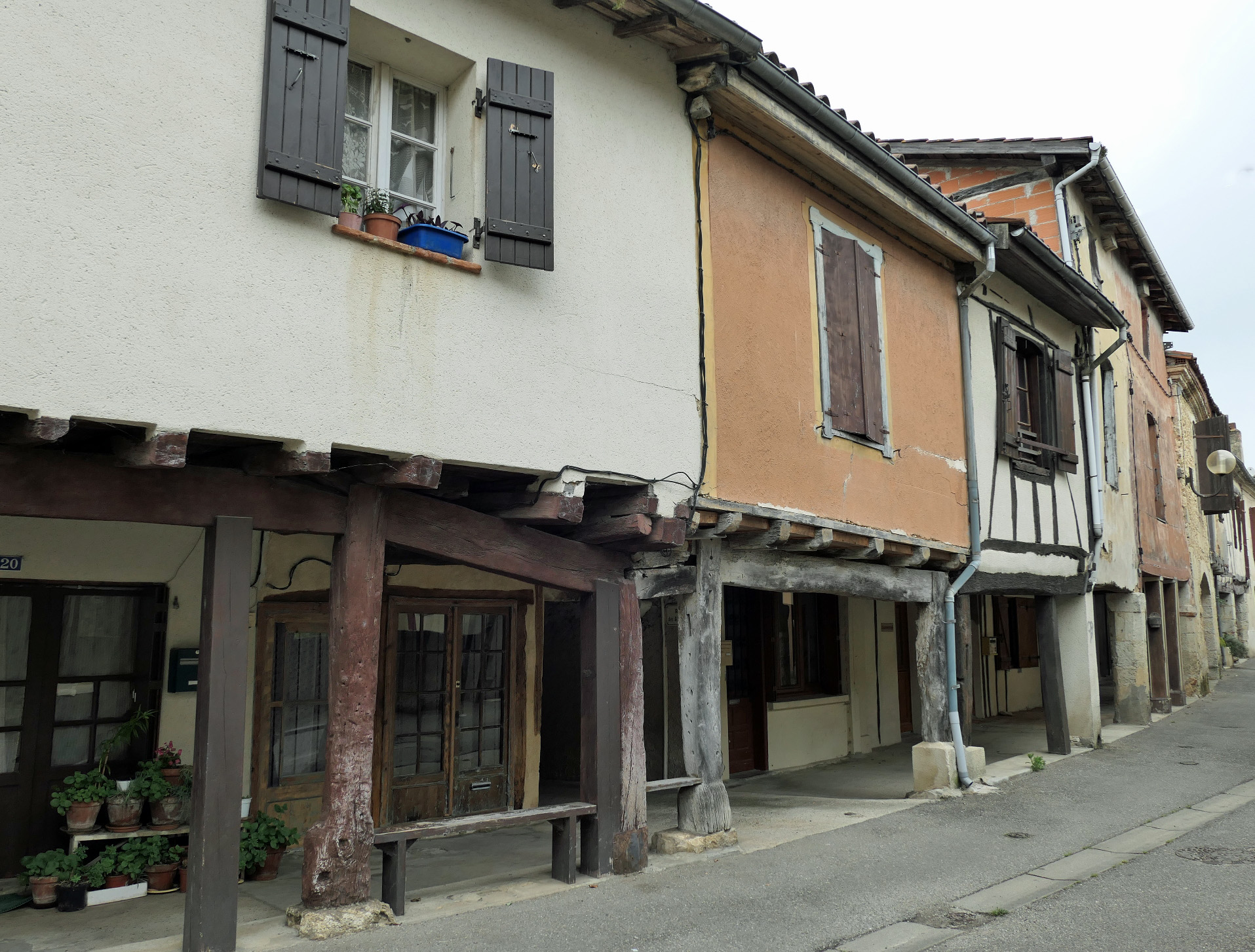
Fachwerkhäuser mit Arkaden in Gondrin